# Берёзовка (Гайнский район)
Берёзовка — упразднённый посёлок в Гайнском районе в Коми-Пермяцком округе Пермского края России. Ныне (с 2019 года) урочище Берёзовка на территории Гайнского муниципального округа.

## Географическое положение
Располагался на левом берегу реки Весляны, у места впадения в неё реки Берёзовка, в 50 км (или 68, по данным Справочника 1981 года) к северо-западу от районного центра пос. Гайны, в 11,5 км к северо-западу от пос. Оныл, в 11 км к юго-востоку от пос. Усть-Пожег, в 4 км от посёлка Серебрянка и в 23 км к северо-востоку от пос. Пельмин-Бор.

## История
На 1981 год входил в Серебрянский сельсовет.

## Население
На 1981 год — 2 человека.